# Electra gracilis
Electra gracilis är en mossdjursart som beskrevs av Liu 1999. Electra gracilis ingår i släktet Electra och familjen Electridae. Inga underarter finns listade i Catalogue of Life.